# Екстервен
Екстервен (нід. Eexterveen) — село в нідерландській провінції Дренте. Входить до муніципалітету А-ен-Гюнзе.
Його площа становить 6,54 км², а населення станом на 2021 рік складало 485 осіб.
Перша згадка про населений пункт датується 1479 роком.